# デビッド・ケイ
デビッド・ケイ（David Kaye、1964年10月14日 - ）は、カナダの男性声優。オンタリオ州ピーターボロ出身。後にカリフォルニア州バーバンクに移住し、ロサンゼルスを中心に活動している。

## 経歴・特色
ラジオDJを経て、DICエンターテイメント版『G.I.ジョー』で声優デビュー。
『トランスフォーマー』シリーズでは、『ビーストウォーズ』シリーズ、『マイクロン伝説（英語版は『アルマダ』）』、『スーパーリンク（英語版は『エネルゴン』）』、『ギャラクシーフォース（英語版は『サイバートロン』破壊大帝メガトロン役を演じた後、『アニメイテッド』でオプティマスプライム（コンボイ）役を務めた。

## 出演作品

### テレビアニメ
1989年
- G.I.ジョー（ジェネラル・ホーク）

1993年
- らんま1/2（天道早雲）

1995年
- G.I.ジョー・エクストリーム（ホーク）
- 鎧伝サムライトルーパー（迦雄須、ナレーション）

1996年
- ビーストウォーズ 超生命体トランスフォーマー（メガトロン）
- めぞん一刻（ちゃちゃ丸マスター）

1997年
- ドラゴンボールZ（リクーム）※サバン・エンターテイメント&ファニメーション版
- ビーストウォーズメタルス 超生命体トランスフォーマー（メガトロン）

1998年
- らんま1/2（博打王キング）

1999年
- 超生命体トランスフォーマー ビーストウォーズリターンズ（メガトロン）

2000年
- X-メン:エボリューション（プロフェッサーX、アポカリプス）
- 新機動戦記ガンダムW（トレーズ・クシュリナーダ）
- 超生命体トランスフォーマー ビーストウォーズリターンズ（ノーブル）

2002年
- 犬夜叉（殺生丸、岳山人、耳千里）
- The Soul Taker 〜魂狩〜（ザボー）
- ジャッキー・チェン・アドベンチャー（サンタクロース、エルフ）
- 超ロボット生命体トランスフォーマー マイクロン伝説（英語版では『アルマダ』）（メガトロン/ガルバトロン）（日本名はメガトロン）

2003年
- ロックマンエグゼ（ブルース）

2004年
- トランスフォーマー スーパーリンク（英語版では『エネルゴン』）（メガトロン/ガルバトロン）（日本名はガルバトロン）

2005年
- コング・アニメイテッド・シリーズ（ラモーン教授）
- 東京アンダーグラウンド（ナレーター）
- トランスフォーマー ギャラクシーフォース（英語版では『サイバートロン』）（メガトロン/ガルバトロン）（日本名はマスターメガトロン/マスターガルバトロン）

2007年
- トランスフォーマー アニメイテッド（オプティマスプライム、ラグナッツ）
- Fantastic Four: World's Greatest Heroes（トニー・スターク/アイアンマン）

2008年
- トランスフォーマー アニメイテッド（グリムロック、ハイブロウ、ニュース・ボット、スパークプラグ）

2009年
- トランスフォーマー アニメイテッド（クリフジャンパー、ワーパス）

2012年
- アベンジャーズ 地球最強のヒーロー （スプリーム・インテリジェンス）
- スター・ウォーズ/クローン・ウォーズ（タンディン）
- 超ロボット生命体 トランスフォーマー プライム（ハードシェル）

2016年
- ベン10（マックス・テニスン）

2021年
- 半妖の夜叉姫（殺生丸）

2024年
- ホワット・イフ...?（アリシェム）

### 劇場アニメ
1994年
- らんま1/2 中国寝崑崙大決戦! 掟やぶりの激闘篇!!（天道早雲）
  - らんま1/2 決戦桃幻郷! 花嫁を奪りもどせ!!（天道早雲）

1995年
- 餓狼伝説 -THE MOTION PICTURE-（キム・カッファン）

1997年
- GREY デジタル・ターゲット（レッド）

1999年
- らんま1/2 超無差別決戦! 乱馬チームVS伝説の鳳凰（天道早雲）

2002年
- 人狼 JIN-ROH

2004年
- 犬夜叉 時代を越える想い（殺生丸）

2005年
- 犬夜叉 天下覇道の剣（殺生丸）

2006年
- アントブリー（アリ）
- 犬夜叉 紅蓮の蓬莱島（殺生丸）

2009年
- カールじいさんの空飛ぶ家（アナウンサー）

### OVA
1993年
- らんま1/2（天道早雲、博打王キング）

1996年
- サンクチュアリ（北条彰）

1997年
- KEY THE METAL IDOL（若木知葉）

1998年
- ヴァンパイア（パイロン）

2001年
- 新機動戦記ガンダムW Endless Waltz

2007年
- 攻殻機動隊 STAND ALONE COMPLEX The Laughing Man（バトー）
- 攻攻殻機動隊 S.A.C. 2ndd GIG Individual Eleven（バトー）

### Webアニメ
- DougUnplugs（2022年、グランドッド）

### ゲーム
2000年
- 決戦（ナレーション）
- トランスフォーマー ビーストウォーズメタルス64（メガトロン、メガトロンX）
- ビーストウォーズメタルス 激突!ガンガンバトル（メガトロン）

2002年
- ラチェット&クランク（クランク）

2003年
- 機動戦士ガンダム めぐりあい宇宙（パイロット）
- ラチェット&クランク2 ガガガ!銀河のコマンドーっす（クランク）

2004年
- 犬夜叉〜呪詛の仮面〜（殺生丸）
- トランスフォーマー（メガトロン）
- みんなのGOLF4（クランク）
- ラチェット&クランク3 突撃!ガラクチック★レンジャーズ（クランク）

2005年
- 犬夜叉 奥義乱舞（殺生丸）
- ラチェット&クランク4th ギリギリ銀河のギガバトル（クランク）

2007年
- ラチェット&クランク5 激突!ドデカ銀河のミリミリ軍団（クランク）
- ラチェット&クランク FUTURE（クランク）

2008年
- トランスフォーマー アニメイテッド・ザ・ゲーム（オプティマス・プライム）
- ラチェット&クランク FUTURE外伝 海賊ダークウォーターの秘宝（クランク）

2009年
- アバター THE GAME（ウィンスロー）
- クランク&ラチェット マル秘ミッション☆イグニッション!（クランク）
- ラチェット&クランク FUTURE2（クランク）

2011年
- バットマン アーカム・シティ（ジェームズ・ゴードン）

2017年
- マーベル VS. カプコン:インフィニット（ジェダ）

### テレビドラマ
1994年
- Xファイル（レポーター）

1996年
- Xファイル（医者）

1998年
- ハイテク武装車バイパー（ジョン・ギブソン）

1999年
- ハイテク武装車新バイパー（市長）

2005年
- 宇宙空母ギャラクティカ（ジェイムズ・マクマナス）

### 映画
1996年
- 俺は飛ばし屋 プロゴルファー・ギル（レポーター）

2003年
- X-MEN2（テレビ司会者）※ノンクレジット

2007年
- ゾンビーノ（ナレーター）
- マーシャン・チャイルド（アレックス）

2021年
- エターナルズ（アリシェムの声）

### テレビ映画
1998年
- デス・ゲーム2025（ロニー・ヴァンス）

1999年
- エイリアン・ファイル ロズウェル事件の真相（ラジオの声）

### 予告編ナレーション
2015年
- クーパー家の晩餐会
- テッド2

2016年
- 10 クローバーフィールド・レーン
- バッド・ママ
- ペット
- 女神の見えざる手

2017年
- リメンバー・ミー

2018年
- グースバンプス 呪われたハロウィーン
- タリーと私の秘密の時間

2019年
- ジェイ&サイレント・ボブ リブートを阻止せよ!
- ゾンビランド:ダブルタップ
- 2人のローマ教皇
- ペット2
- リチャード・ジュエル

2020年
- ザ・ウェイバック

2021年
- コーダ あいのうた
- SING/シング: ネクストステージ

2022年
- ファンタスティック・ビーストとダンブル
- LEGO スター・ウォーズ/サマー・バケーション

### その他
- ビーストウォーズ・セフト・ザ・ゴールデン・ディスク（メガトロン）
- ボットコン（イベントゲスト、メガトロンの声）
- FOXスポーツネット（ボイスオーバー）
- Last Week Tonight with John Oliver（ナレーター）